# Millbridge (Devon)
Millbridge – dzielnica miasta Plymouth, w Anglii, w hrabstwie ceremonialnym Devon, w dystrykcie (unitary authority) Plymouth.